# Zirne, Berezne
Zirne (în ucraineană Зірне) este o comună în raionul Berezne, regiunea Rivne, Ucraina, formată numai din satul de reședință.

## Demografie
Componența lingvistică a comunei Zirne
     Ucraineană (99,25%)
     Alte limbi (0,71%)
Conform recensământului din 2001, majoritatea populației comunei Zirne era vorbitoare de ucraineană (99,25%), existând în minoritate și vorbitori de alte limbi.